# Camille Lefèvre (sculpteur)
Pour les articles homonymes, voir Camille Lefèvre et Lefèvre.
Camille Lefèvre né à Issy-les-Moulineaux le 31 décembre 1853 et mort à Paris (6e arrondissement) le 23 mai 1933 est un sculpteur et dessinateur français.

## Biographie
Camille Lefèvre s'installe à Paris en 1870 où il est admis à l’École des beaux-arts dans l'atelier de Jules Cavelier. En 1878, il obtient le second grand prix de Rome en sculpture. En 1893, il expose à l’Exposition universelle de Chicago. En juin 1899, il rejoint la Société nouvelle de peintres et de sculpteurs, avec une première exposition collective à la galerie Georges Petit à Paris en mars 1900. Il est nommé chevalier de la Légion d'honneur en 1901. De 1903 à 1906, il est professeur à l'École nationale des arts décoratifs à Paris. En 1910, il achète une résidence secondaire à Saint-Ay.
Tout au long de sa carrière, Camille Lefèvre resta très concerné par la question sociale, participant à des œuvres caritatives et entretenant des relations avec le milieu progressiste de gauche, notamment parmi les artistes avec Eugène Carrière ou Jules Dalou, et avec le journaliste Jules Lermina. Son attachement au milieu des caricaturistes et des dessinateurs politiques se traduit par sa participation à L'Assiette au beurre, où il est entouré par Steinlen, Willette ou Luce.
À sa mort en 1933, ses collections et son atelier sont légués par sa veuve aux musées de Belfort. D'autres œuvres sont conservées à Paris au musée d'Orsay ou dans divers musées de province. Il est enterré au cimetière de Brasse à Belfort.

## Œuvres
- Belfort, musée des Beaux-Arts :
  - Le Sculpteur, 1896, bas-relief en plâtre ;
  - La Famille, vers 1913, bas-relief en plâtre ;
  - Le Remords, buste en plâtre ;
  - Femme à demi couchée, statuette en terre cuite.
- Bordeaux : Monument à Gambetta, 1904, marbre, œuvre posthume de Jules Dalou, terminée par Camille Lefèvre.
- Cahors, hôtel de ville : Dans la Rue, 1890, groupe en bronze, envoyé à la fonte sous le régime de Vichy[3]. Le plâtre fut exposé au Salon de 1890[4].
- Issy-les-Moulineaux, hôtel de ville, salle des mariages : Triomphe de la République, 1902, haut-relief[5].
- Paris :
  - boulevard des Italiens, siège central du Crédit lyonnais : La Banque distribuant les crédits, 1880-1883, haut-relief du fronton.
  - cimetière de Montmartre : Monument funéraire de Jacques Rouché, bas-relief en marbre.
  - centre hospitalier Sainte-Anne, jardins : Le Gué, 1884, marbre.
  - Grand Palais : La Peinture, 1900, bas-relief en pierre.
  - rue de Provence : Porte de la Maison de l'Art nouveau, 1895, pour Samuel Bing, sous la direction de Louis Bonnier, œuvre disparue.
  - square Alexandre-et-René-Parodi : Monument à Émile Levassor ou Monument à l'Automobiliste, 1907, haut-relief en pierre par Camille Lefèvre d'après une esquisse de Jules Dalou.
  - cimetière du Père-Lachaise : Monument à la mémoire des soldats morts pendant le siège de Paris de 1870-1871, statue de garde mobile.
  - Cour intérieure de la Mairie du IXe arrondissement de Paris, Monument en hommage à Arthur Ranc. Buste en bronze représentant le journaliste républicain, dreyfusard et révolutionnaire Arthur Ranc (1831-1908), fondateur de la Société des Droits de l’Homme et du Citoyen, inauguré le 16 février 1913 par le président de la République française Armand Fallières, en présence d’Émile Loubet, ancien président, de Raymond Poincaré (futur Président de la République seulement deux jours après) et de Paul Deschanel alors président de la Chambre, futur Président de la République en 1920. Elevé à l’initiative de l’association des Journalistes républicains, dont Arthur Ranc avait été président. Malheureusement fondu en 1942 sous le régime de Vichy par les occupants allemands[6].
- Saint-Ay : Monument aux morts.
- Rouen, gare de Rouen : figures décoratives, 1928.
- Vaucresson, cimetière communal: monument aux morts de la Guerre de 1914-1918.
- Localisation inconnue :
  - Caton au moment de se donner la mort (1878), statue en plâtre, premier second grand prix de Rome ;
  - Le Bonheur, 1893[réf. nécessaire].

Œuvres de Camille Lefèvre
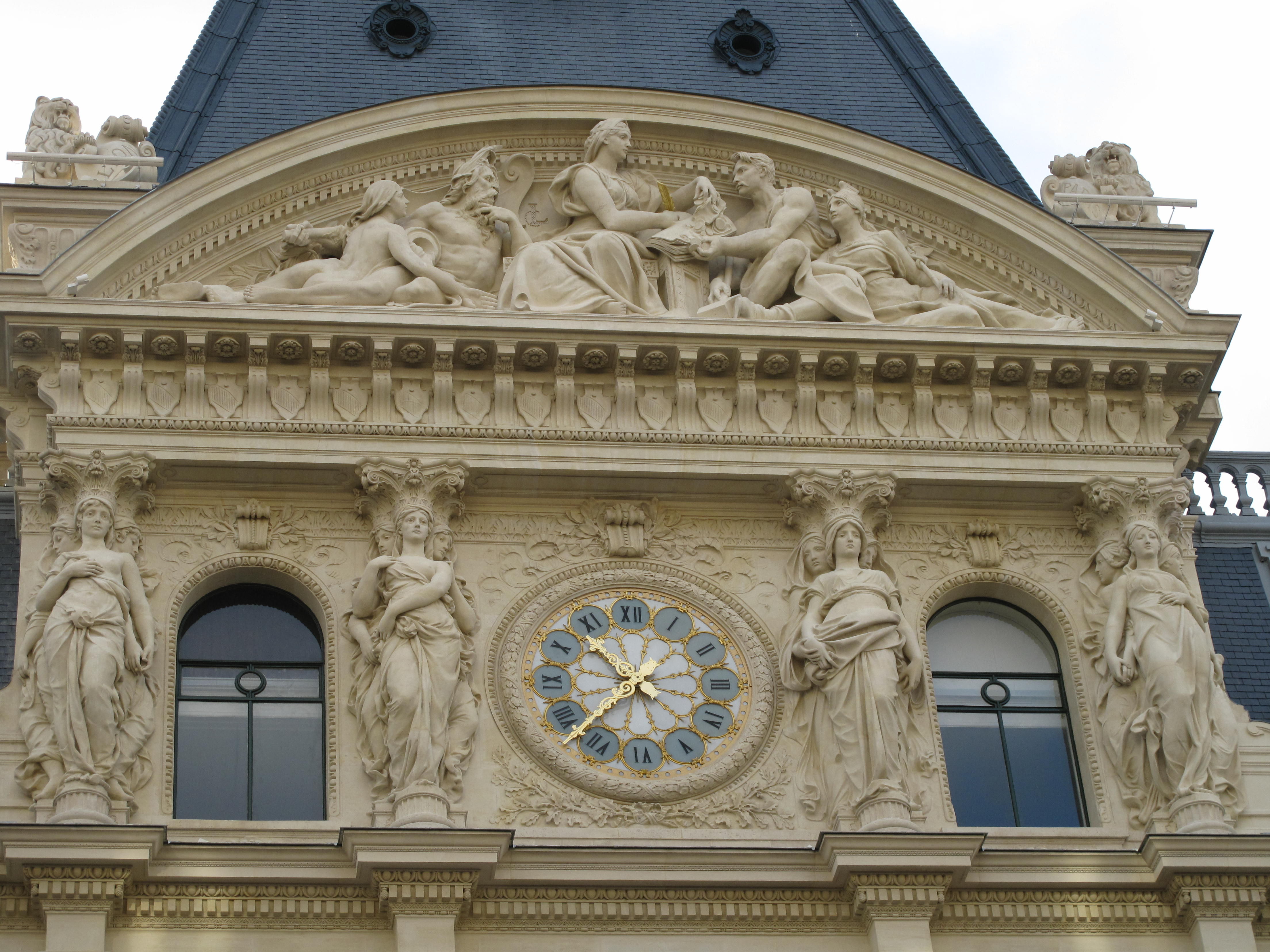
La Banque distribuant les crédits (1880-1883), fronton du Crédit lyonnais, Paris, boulevard des Italiens.
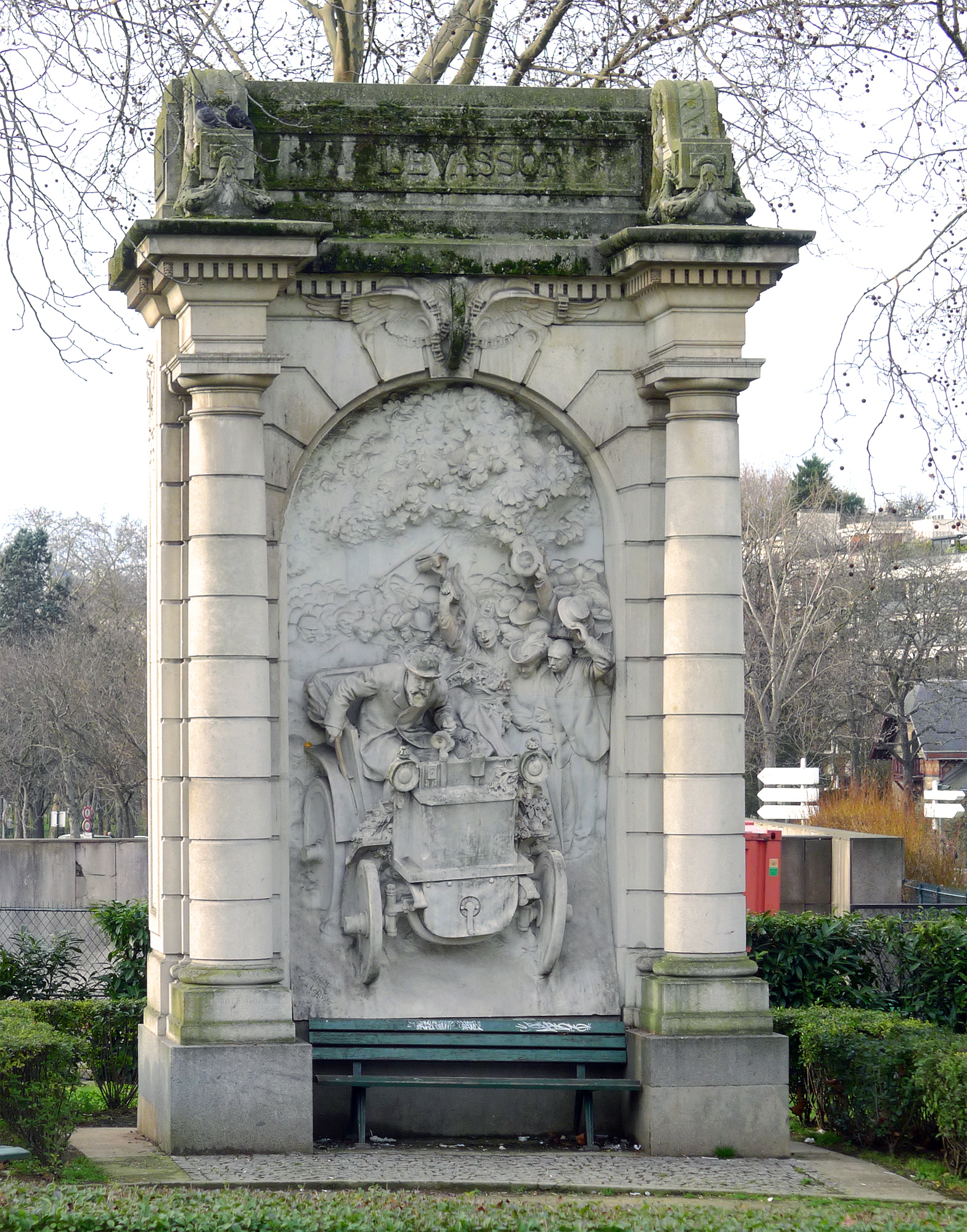
Monument à Émile Levassor (1907), d'après Jules Dalou, Paris, square Alexandre-et-René-Parodi.

Œuvres de Camille Lefèvre au musée des Beaux-Arts de Belfort
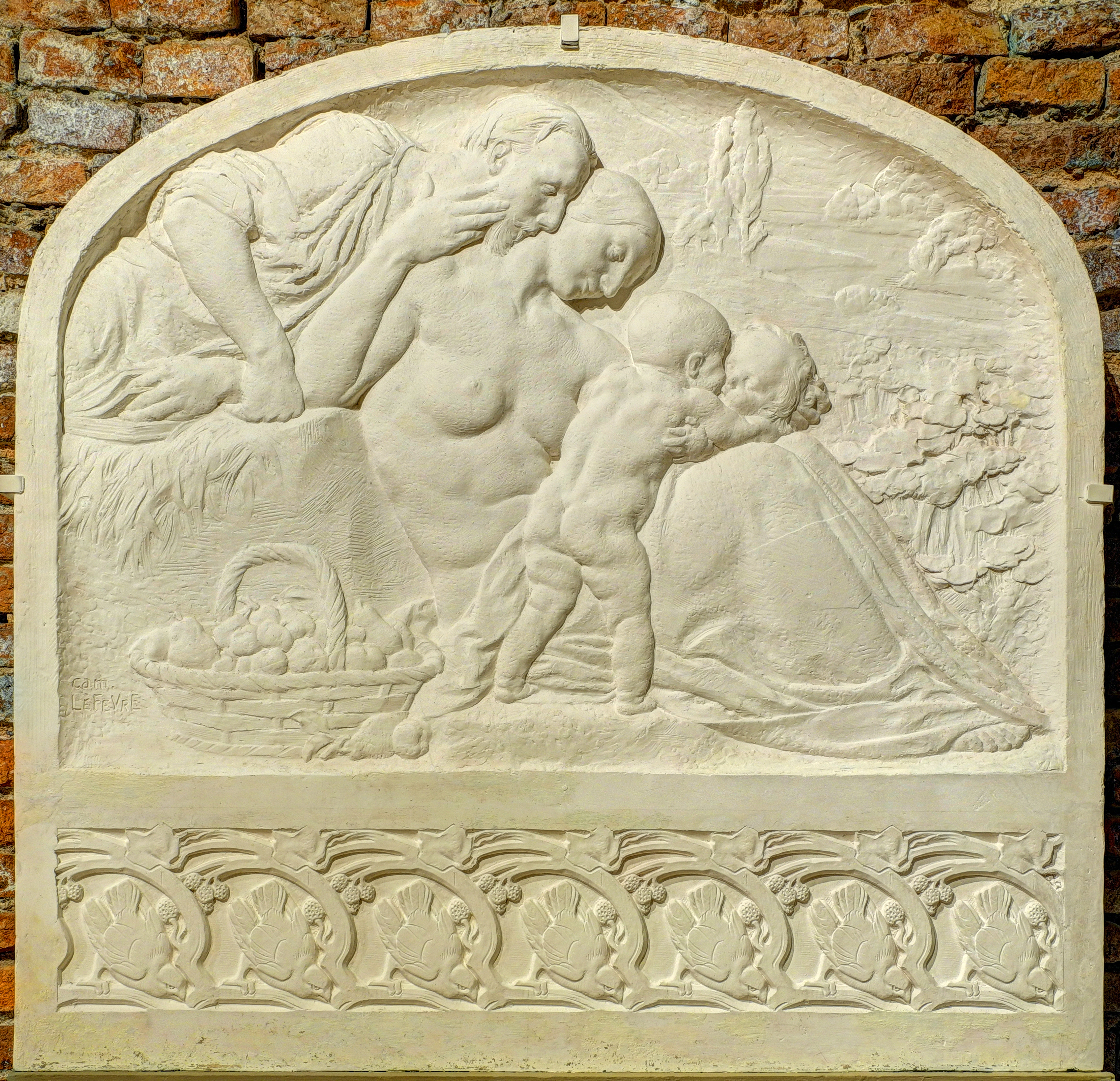
La Famille (vers 1913), plâtre.
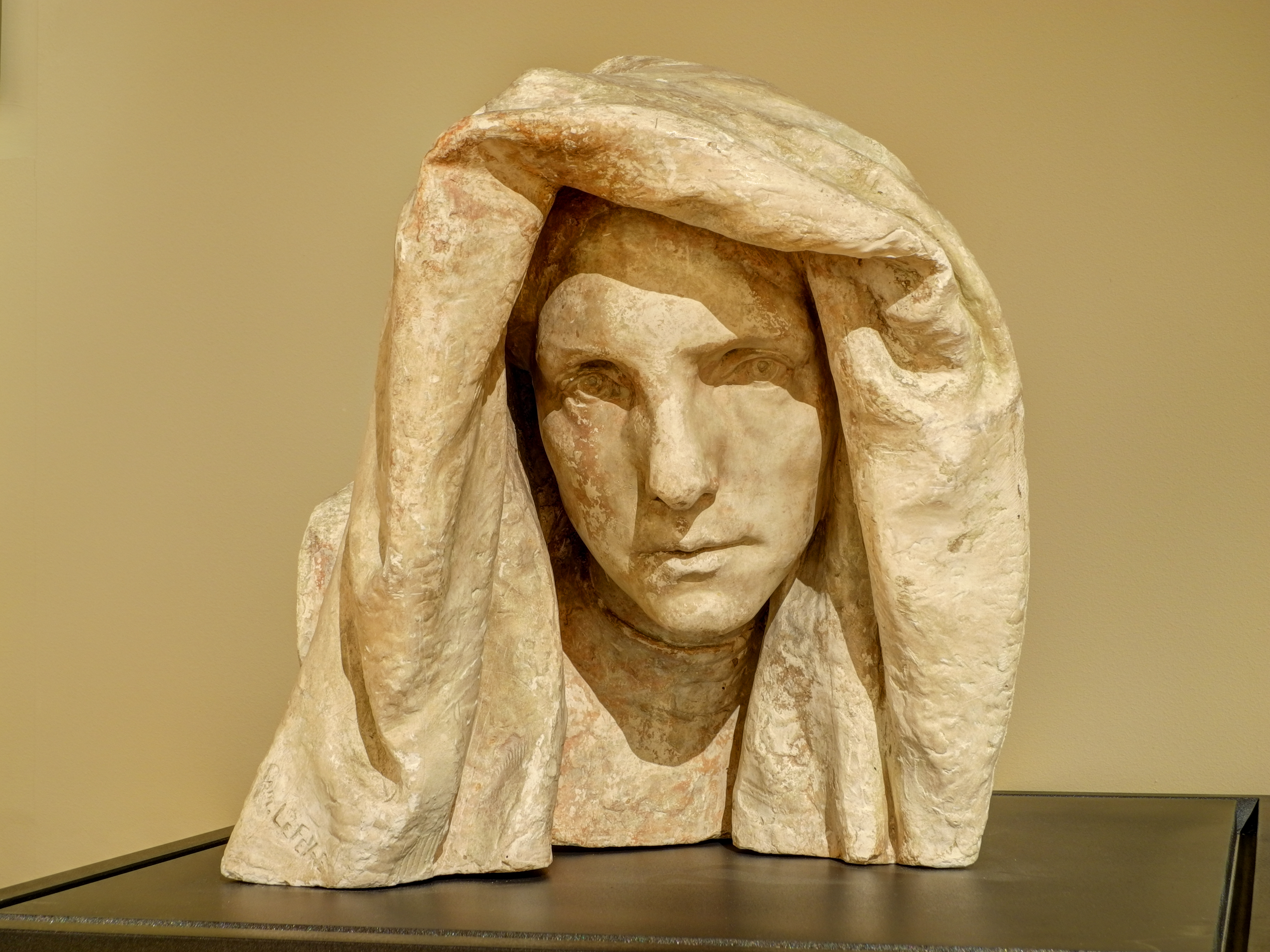
Le Remords, plâtre.
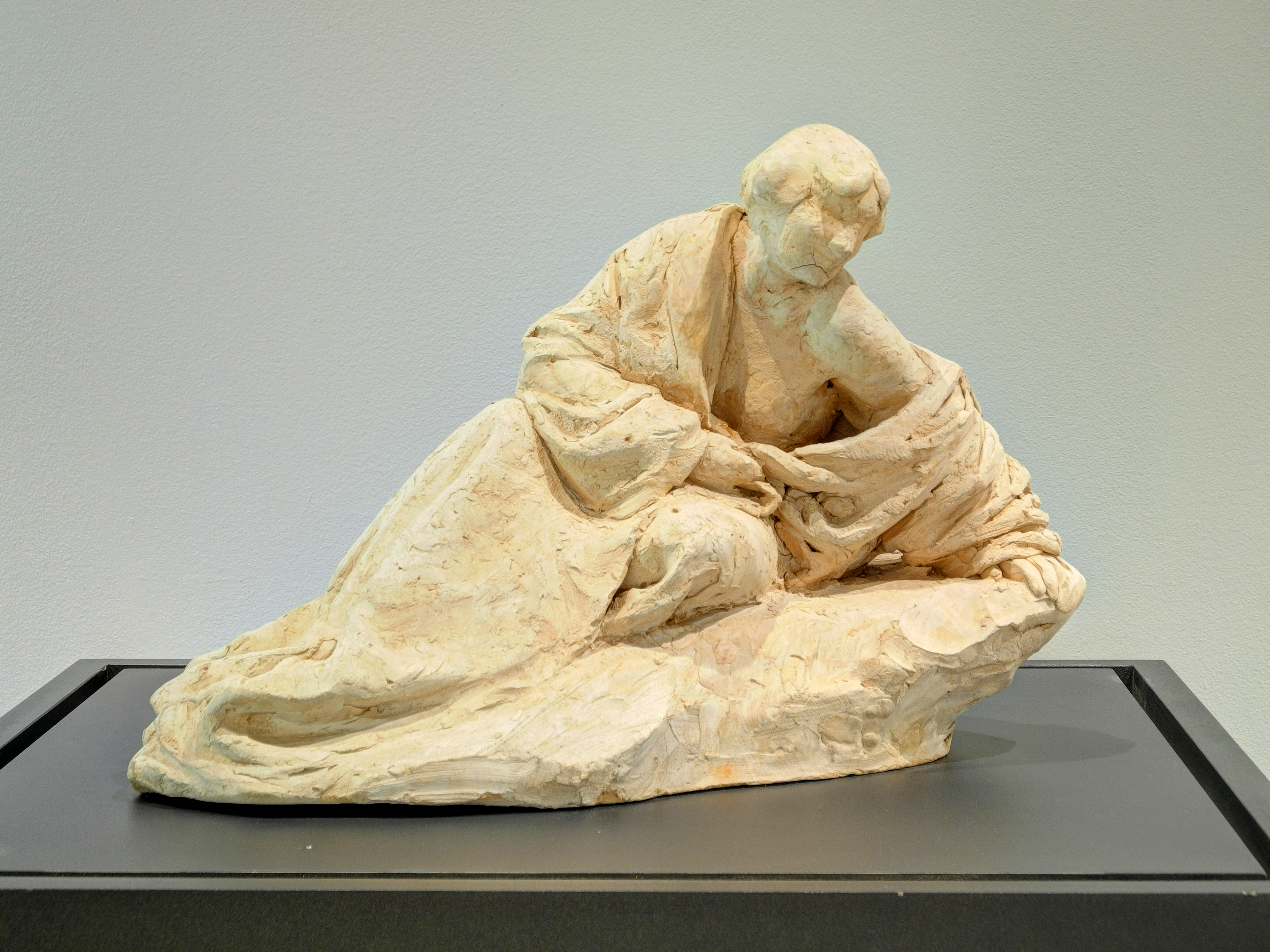
Femme à demi couchée, terre cuite.
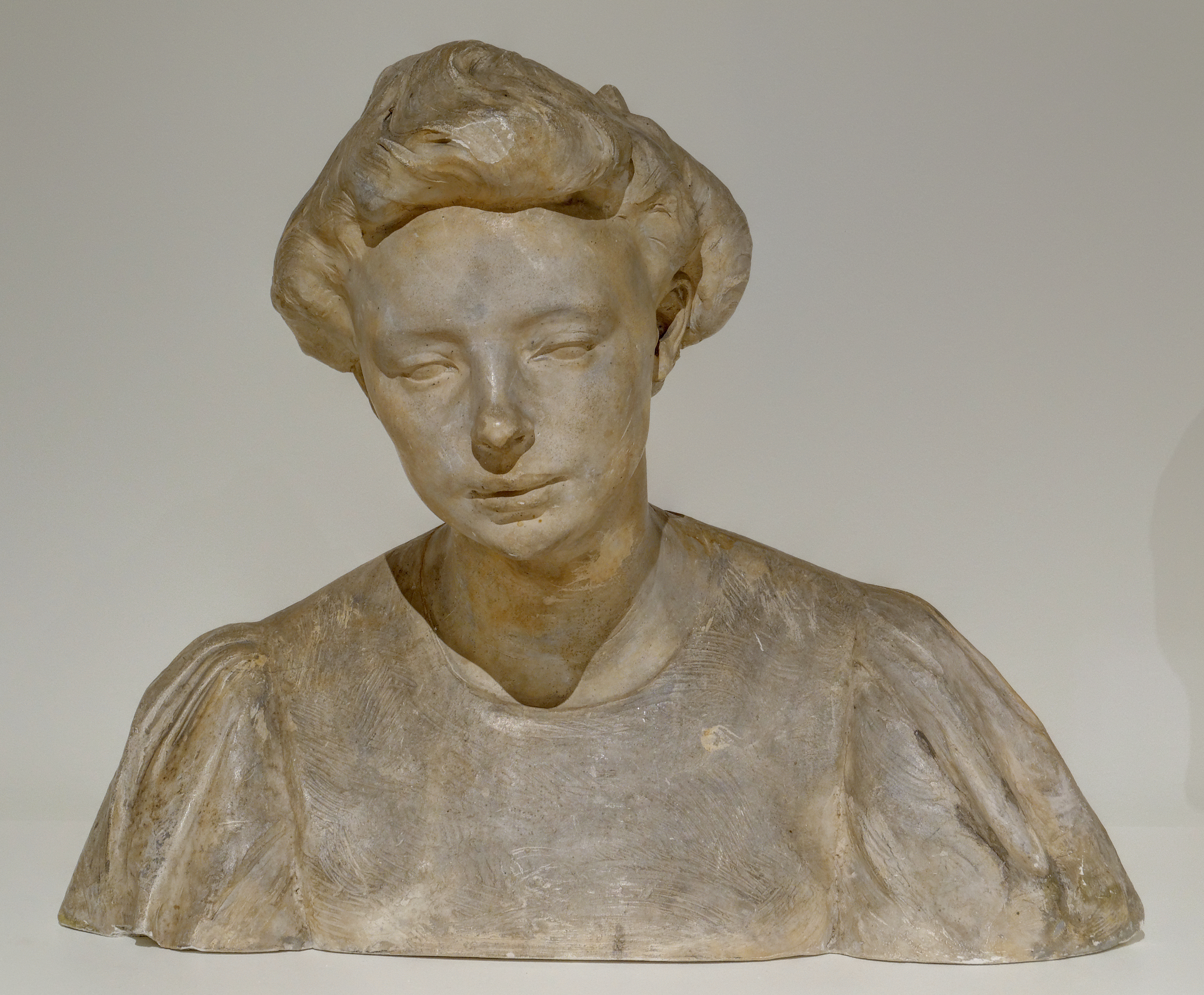
Buste de Lisbeth Carrière, plâtre.

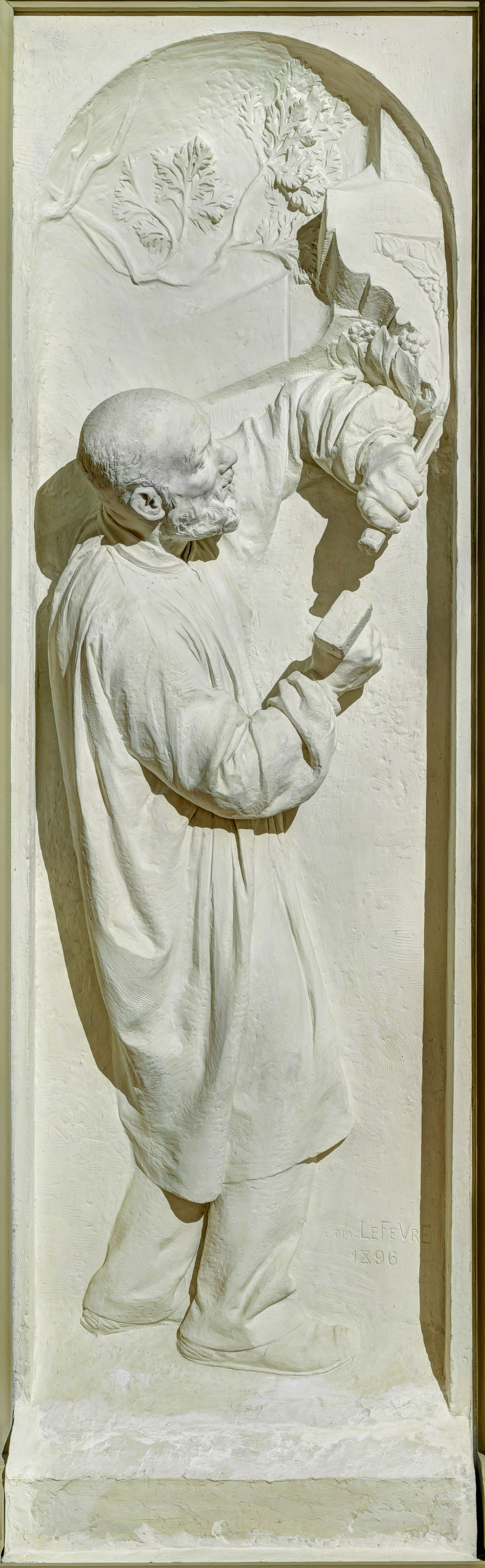
Le Sculpteur (1896), plâtre.
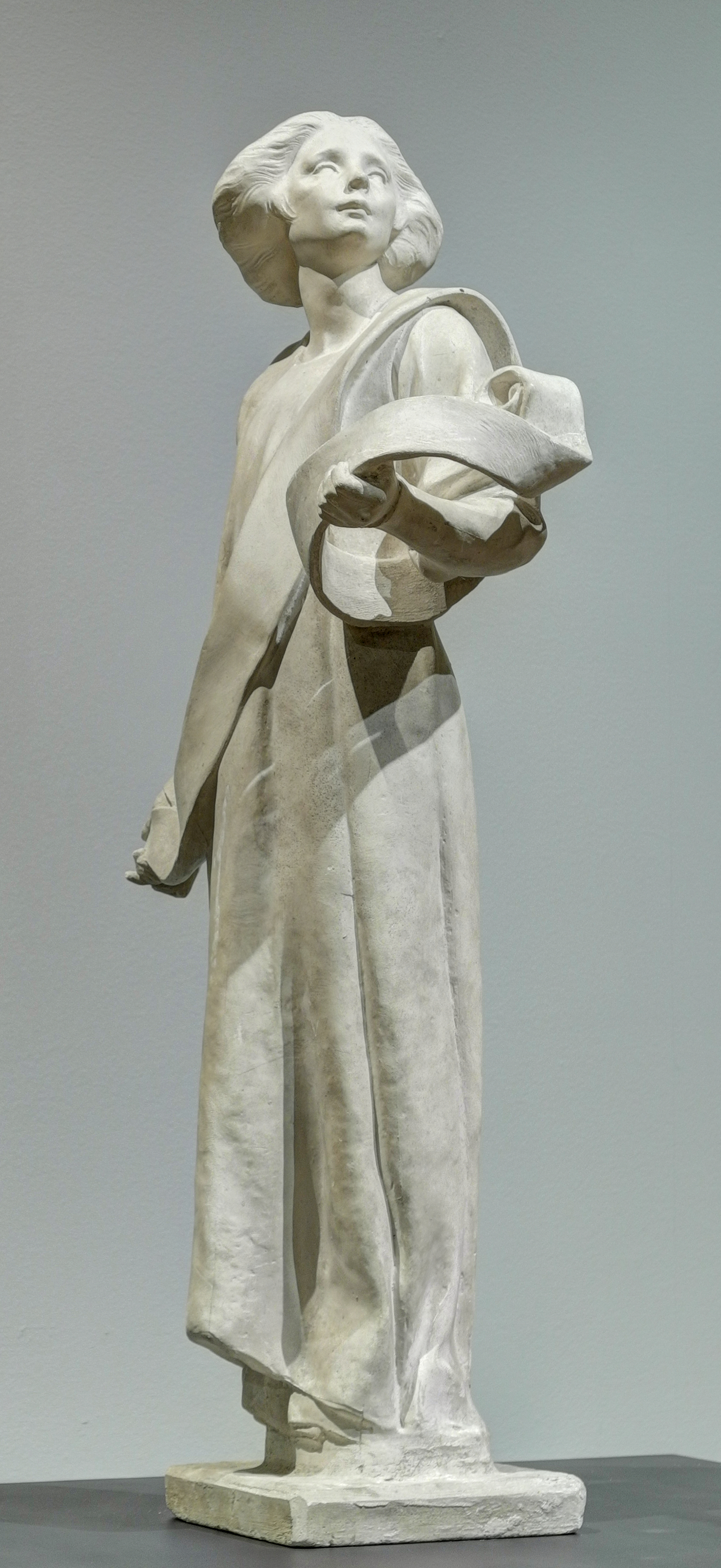
L'Ange debout (vers 1900-1920), plâtre.
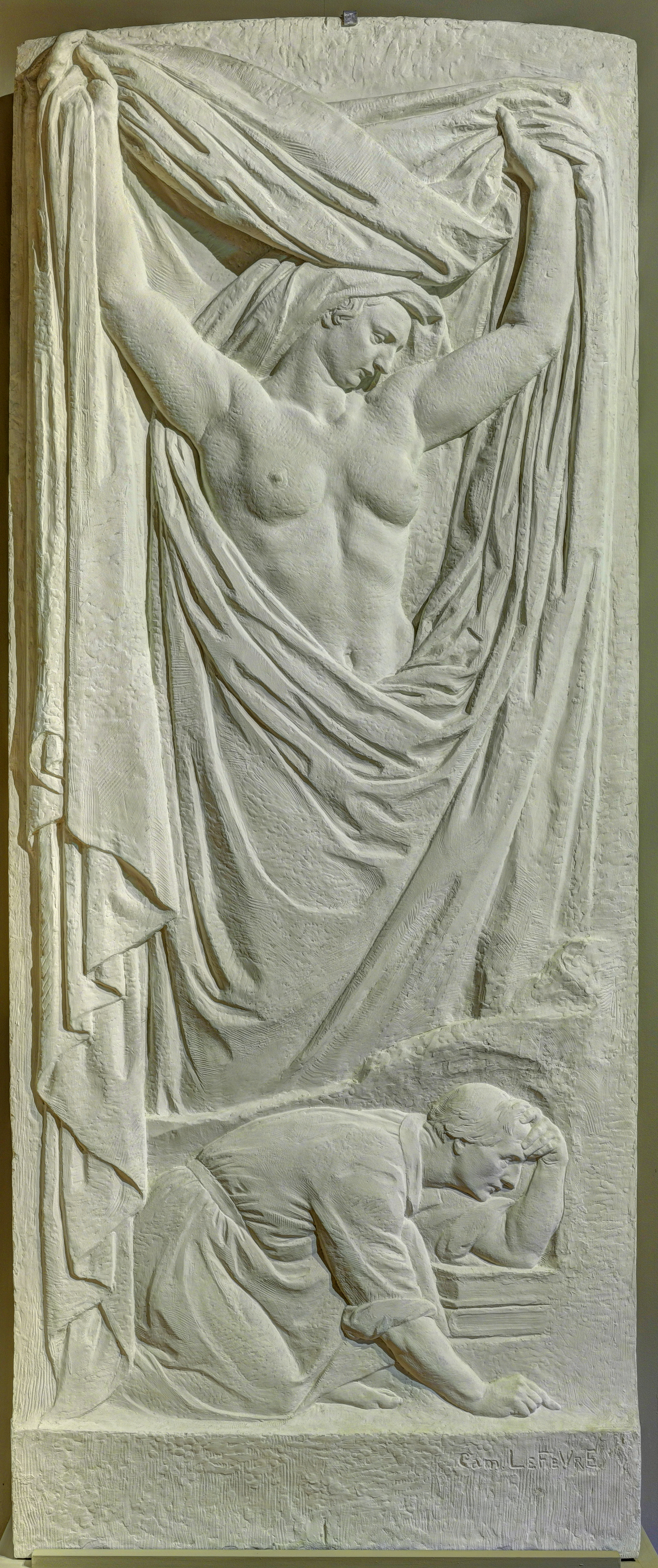
Monument à Jacques Rouché, plâtre.
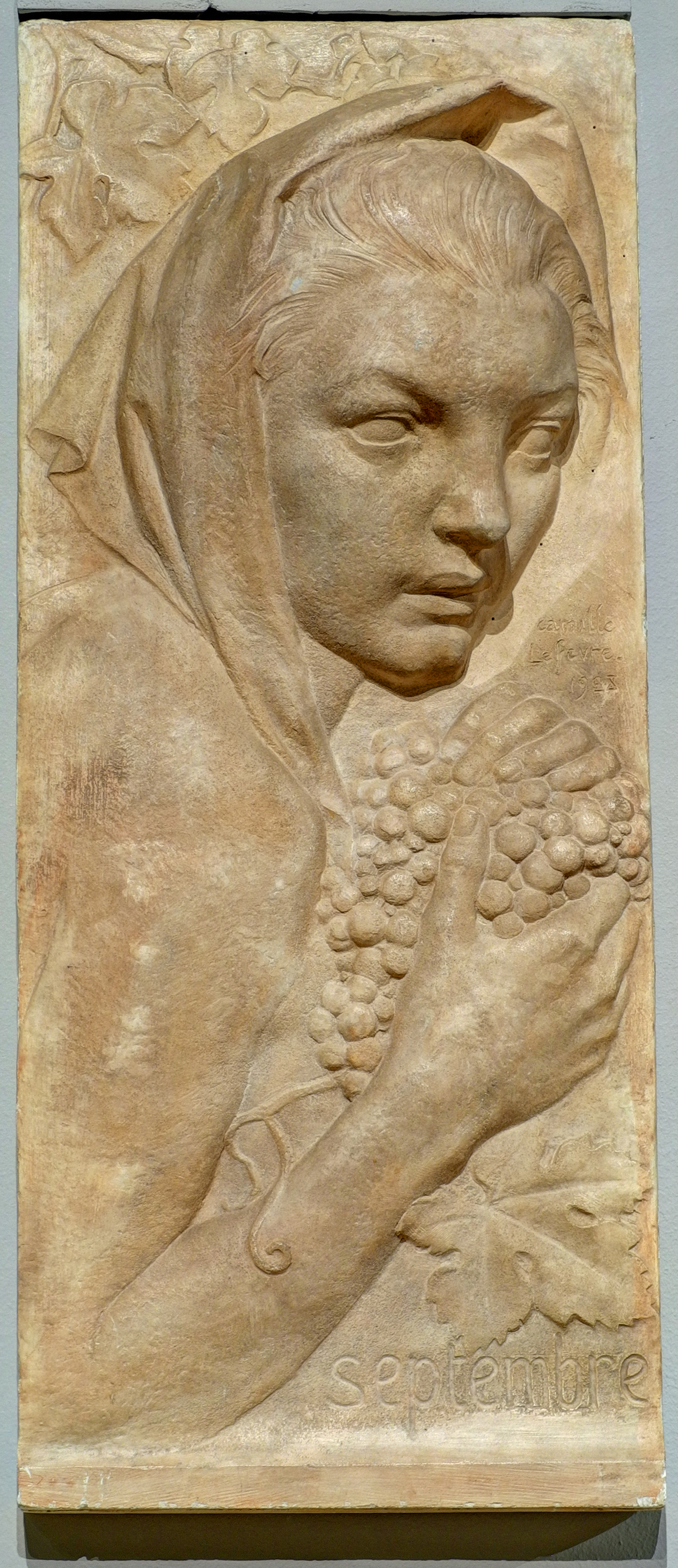
Septembre (1928), plâtre.
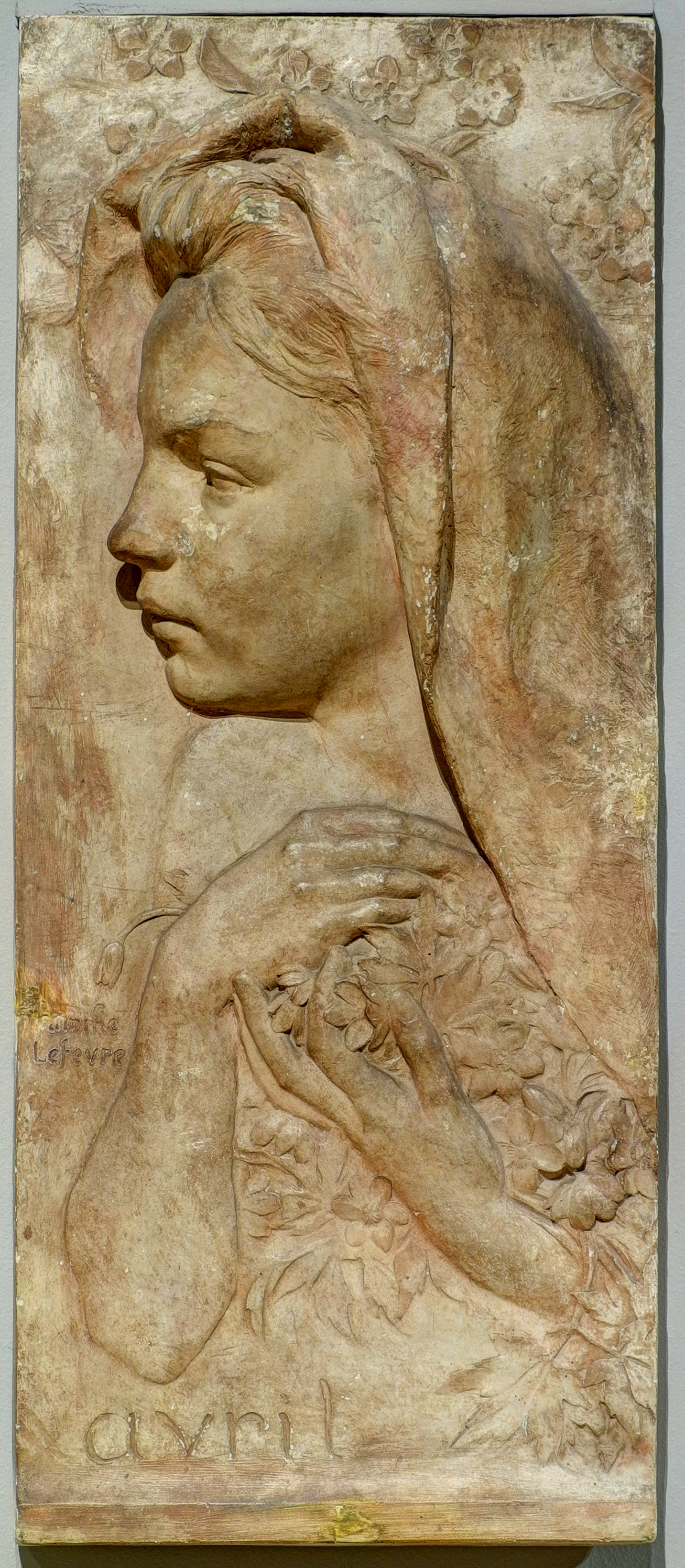
Avril (vers 1928), plâtre.